# Elisabeth Pinedo
Elisabeth Pinedo Sáenz, anche detta Eli (Amurrio, 13 maggio 1981), è un'ex pallamanista spagnola di origine basca.
Con la maglia della nazionale spagnola ha vinto il bronzo olimpico ai Giochi di Londra 2012.
Anche sua sorella gemella Patricia è pallamanista e ha fatto parte della nazionale spagnola che conquistato il terzo posto al campionato mondiale 2011.

## Palmarès

### Club
- EHF Cup

SD Itxako: 2008-2009
- Campionato spagnolo: 6

SD Itxako: 2008-2009, 2009-2010
Bera Bera: 2012-2013, 2013-2014, 2014-2015,2015-2016

### Nazionale
- Bronzo olimpico: 1

Londra 2012
- Campionato mondiale

 Bronzo: Brasile 2011
- Campionato europeo

 Argento: Macedonia 2008
 Argento: Croazia-Ungheria 2014